# 让-保尔·佩内
让-保尔·佩内（法語：Jean-Paul Penin，1949年12月31日—），生于法国Saint Dizier， 法国著名乐队指挥家。

## 生平
让-保尔·佩内拥有斯特拉斯堡大学文学硕士和生物物理学博士双重文凭，热爱从事音乐学习：
- 1978年：于斯特拉斯堡音乐学院主修《低音提琴》和《室内乐研究》
- 1978年：于巴黎音乐学院主修《音乐研究》（由Yves Gérard任教）
- 1979年：于圣·弗兰西斯科音乐学院，作为Fulbright基金会的奖学金获得者，担任管弦乐队指挥，作曲及音乐研究。（由John Adams任教）。
- 1979年：获奖于日本东京Min-On 乐队指挥国际青年比赛。
- 1980年-1981年：于斯特拉斯堡交响乐团担任Alain Lombard（乐队指挥）助理。
- 1982年-1984年：于维也纳国家歌剧院担任洛林·馬澤爾（乐队指挥）助理。
- 1990年-1994年：于波兰克拉科夫国家交响乐团担任常任特邀指挥。期间与乐团的多次合作。（例如：巡回演出，演出录音及参与各种文艺科学等事业的资助活动），均受到Lech Walesa乐团团长的认可，并将他列入波兰共和国功勋奖受勋者之列。
- 1991年：于荷兰阿姆斯特丹王家音樂廳樂團担任指挥，首次展现Olivier Messiaen的钢琴协奏曲。与此同时荷兰广播交响乐团的作曲家Olivier Messiaen也出席了这次电视同步直播音乐会。

在世界教科文组织和法国总统的支持下，德国貝倫賴特出版社授予让-保尔·佩内首次公演白寮士《庄严弥撒》（La Messe Solennelle）的专有权。让-保尔·佩内将其原作之精华再现于众，并于1993年10月7日为France-Musique，Accord-Universal和France-Télévision进行了首次全球音乐演出录制。此后，他在「La Côte-Saint-André」举行的白遼士音乐节中首次展现了此作，接着又在欧美许多城市演绎了此作品，尤其是1998年在阿根廷布宜諾斯艾利斯的「科隆剧院」(Théâtre Colon)，以及2003年在西班牙桑坦德(Santander)国际音乐节中他都将此作表现得淋漓尽致。
- 2000年：在「布拉格欧洲文化节」之际，让-保尔·佩内为「德沃夏克」音乐节开幕典礼，担任捷克国家无线电广播电台管弦乐队特邀法国指挥。此后他又携带乐团以白寮士《基督的童年》（L'Enfance du Christ）作巡回演出表演。
- 2002年：在欧洲音乐交流活动中，让-保尔·佩内与德国「德雷斯顿交响乐团」合作的音乐会之一（其作品由巴爾托克和德布西所创作）成功地在世界24个国家进行无线电广播直播。
- 2004年：让-保尔·佩内应邀加入德雷斯顿國立歌劇院乐团，担任德累斯頓國立樂團指挥。

## 作品

### 演出录音
让-保爾·佩内被音乐报界公认为「音乐杰作之发掘者」。除了Berlioz的《庄严的弥撒》（La Messe Solennelle）；贝多芬的《约瑟夫II》（Joseph II）和《莱奥波德II》（Léopold II）大合唱三大杰作外，他还为许多歌剧作品进行首次全球性音乐录制。
- Spontini的《Fernand Cortez》
  - 2002年：在拿破仑基金会的赞助下，表演于巴黎圣路易军荣院（完整版）
  - 2003年：表演于马德里国家音乐厅（完整版）
  - 2006年：表演于Erfurt戏剧院（戏剧版）。

- Weber的《Le Freischütz》
  - 其作品包括Berlioz所创作的12宣叙调（法语版）。

- Sacchini的《Oedipe à Colone》
  - 其作品于1786年在凡尔赛宫新歌剧院落成之际为路易十六特别所创。

- Chabrier的《Gwendoline》
  - 此音乐录制作品被世界歌剧杂志堪称为「近年来最杰出的唱片录制作品之一」。

### 作曲创作
- 《巴黎之夜》， 管弦乐组曲。 2004年12月12日，创作于米兰威尔姆剧院，担任Pomeriggi Musicali交响乐队指挥。
- 《巴黎1930：十二华尔兹》，钢琴两重奏。2011年6月18日，在比利时奥吕夏季室内音乐节创作钢琴独奏版（3场）。由朱利安·热尔奈演奏。为Syrius / Codaex (2012)完整录制十二华尔兹的钢琴独奏版本，由让·迪贝演奏。2013年7月26日，在韩国大山国际音乐节上创作了四手连弹钢琴版，由宋悦音、金多帅演奏。
- 《遇见》，合唱与管弦乐（2011）。热拉尔·德内瓦尔与纪尧姆·阿波利奈尔作词。2012年2月2日，由曼谷交响乐团在国家剧院进行演奏。
- 《间奏》，芭蕾舞曲（2013））。弗朗索瓦·凯里梅尔撰写舞剧主题。这一芭蕾舞曲讲述了一段美丽的爱情故事，一位年轻的音乐家爱上了一名才华横溢的巴黎妙龄少女。呈现了1930年代的巴黎，塞纳河畔、艺术桥、伏尔泰堤道。舞曲优雅，又富有张力，情感饱满。

### 文献发表
- 《巴洛克风格音乐家 —— 音乐上的正确性》

（Les Baroqueux ou le Musicalement Correct）（Gründ出版社 巴黎 2000）
小说引人入胜，诙谐幽默，构思新颖
相关网页：Neue Muzikzeitung   http://www.nmz.de（页面存档备份，存于）
- 《Berlioz的青年早期作品：庄严的弥撒》

（Les premières armes du jeune Berlioz: La Messe Solennelle）（《世界音乐研究杂志》作者Ostinato Rigore，Jean-Michel Place出版社 巴黎 2004）
相关网页：http://penin.berlioz.free.fr（页面存档备份，存于）
Berlioz 2003, Site. 
- 《展现音乐作品：应忠于原作还是演绎自我？》

（L’interprète face à la partition. Muséographie ou appropriation?）
讲座于布拉格国家音乐学院  2000年12月5日
相关网页：http://barok.free.fr（页面存档备份，存于）

## 外部連結
- 让-保尔·佩内的Discogs页面（英文）